# Extraliga družstev 2019 (Česko, sportovní střelba)
Extraliga družstev 2019 byl 8. ročník nejvyšší české soutěže tříčlenných družstev ve sportovní střelbě ze vzduchové pistoli. Jedná se o tříkolovou soutěž dle principu European Youth League, která se konala od ledna do března 2019.
Tento ročník byl posledním ročníkem, který neměl nižší soutěž. Od dalšího ročníku, tedy 2020, se soutěž rozdělila na vyšší Extraligu družstev a nižší 1. ligu družstev, a to z důvodu eliminace "předem vyhraných závodů" při utkání týmů z přední a zadní části tabulky.

## Výsledky
Červeně označené týmy sestoupily do nově vzniklé 1. ligy.
| Pořadí           | Tým                 |
| ---------------- | ------------------- |
| Zlatá medaile    | SSK Louny           |
| Stříbrná medaile | SSK Praha 6         |
| Bronzová medaile | SSK Dukla Plzeň     |
| 4.               | SSK Olymp Plzeň     |
| 5.               | SSK Duel Praha      |
| 6.               | SSK Borek           |
| 7.               | SSK Benešov         |
| 8.               | SSK Plzeň - Slovany |
| 9.               | SSKP Rapid Plzeň    |
| 10.              | SSK Bílina          |
| 11.              | SSK Ústí n.Labem    |
| 12.              | SSK Cheb            |